# Aceraius grandis
Aceraius grandis là một loài bọ cánh cứng trong họ Passalidae.